# دم‌بریده‌ها
دم‌بریده‌ها (نام علمی: Urosphena) نام یک سرده از تیره سسکیان است.
در این سرده، گونه‌های زیر قرار دارند:
- دم‌بریده آسیایی (Urosphena squameiceps)
- دم‌بریده تیمور (Urosphena subulata)
- دم‌بریده بورنئو (Urosphena whiteheadi)
- سسک بیشه‌ای پاروشن (Urosphena pallidipes)
- سسک نویمان (Urosphena neumanni)